# Tiffany & Co.
Tiffany & Co. ist ein 1837 in New York City gegründeter Juwelier aus den Vereinigten Staaten. Das Unternehmen ist für hochpreisigen Schmuck, Armbanduhren, Edelsteine sowie Accessoires international bekannt und verfügt über ein globales Filialnetzwerk mit über 300 Ladengeschäften. Seit 2021 ist Tiffany & Co. ein Teil der französischen LVMH Moët Hennessy – Louis Vuitton SE.

## Unternehmensgeschichte

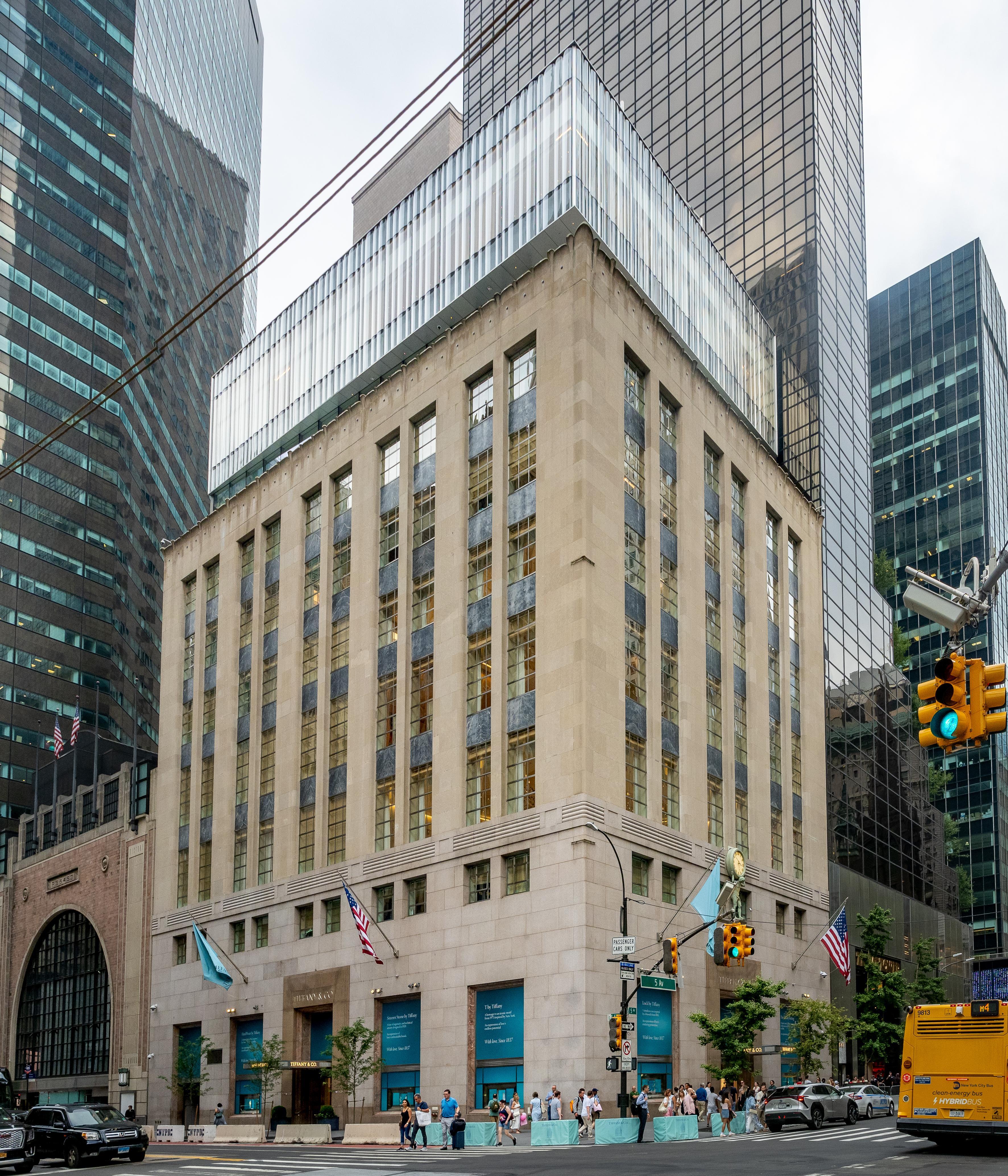
Flagship-Store an der Fifth Avenue in New York

### Gründung und Aufstieg
Am 18. September 1837 eröffnete Charles Lewis Tiffany, der aus Connecticut stammte und in der Baumwollfabrik seines Vaters gelernt hatte, mit seinem Schulfreund John Burnett Young ein Ladengeschäft für Schreibwaren und Galanteriewaren in Manhattan, auf dem Broadway 259. Hierfür hatte Tiffanys Vater ihm tausend Dollar geliehen. Das Geschäft nannte sich Tiffany & Young. Am ersten Tag wurden Einnahmen in Höhe von lediglich 4,89 US-Dollar verzeichnet. Dennoch konnte sich das Geschäft halten, obwohl die Preise fest vorgeschrieben waren und nicht wie sonst damals üblich verhandelt wurden. 1841 nahmen Tiffany und Young einen Geschäftspartner names Jabez Lewis Ellis ins Unternehmen auf, sie firmierten fortan als Tiffany, Young & Ellis. Das Sortiment wurde unter anderem um Silberwaren und Uhren erweitert. 1845 kam hochpreisiger Schmuck hinzu und das Blue Book, ein Bestellkatalog, wurde lanciert. Zwischen 1847 und 1870 zog Tiffany mit seinem Ladengeschäft innerhalb New Yorks dreimal um. Im Jahre 1848 begann der Handel mit Diamanten sowie Schweizer Uhren, und Tiffany stellte erstmals Goldschmuck selbst her; 1850 nahm die internationale Expansion mit der Eröffnung eines Ladengeschäfts in Paris ihren Anfang. Im Jahr darauf, nach dem Kauf der New Yorker Silberschmiede von John C. Moore, übernahm Tiffany den zuvor in den Vereinigten Staaten wenig bekannten Sterlingsilberstandard, der später von der US-Regierung anerkannt wurde. 1851 besuchte der Schweizer Uhrenfabrikant Antoine Norbert de Patek (Patek Philippe) die Vereinigten Staaten und handelte mit Tiffany einen Vertrag über den Verkauf von Patek-Uhren aus.
Im Jahre 1853 bezahlte Tiffany seine Geschäftspartner aus und benannte das Unternehmen in Tiffany & Co. um. Während des Sezessionskriegs belieferte er die amerikanischen Armeen mit Schwertern, Flaggen und Operationsbesteck. Bei der Weltausstellung 1867 in Paris wurde Tiffany für seine Silberarbeiten mit dem ersten Platz ausgezeichnet. 1868 wandelte Tiffany das Unternehmen in eine Aktiengesellschaft um und eröffnete eine Filiale in Genf. 1874 wurde eine eigene Uhrenfabrik in Genf eingeweiht, die 1878 an Patek Philippe verkauft wurde. Es folgte die erste Filiale in London. Tiffany & Co. war inzwischen ein renommierter Händler von Silberwaren, Schmuck, Edelsteinen und Uhren.
Seit 1878 ist das markenrechtlich geschützte „Tiffany-Blau“, ein türkises Blau, (Hex-Wert: #0ABAB5) Unternehmensfarbe und findet sich auch auf den Geschenkverpackungen und Einkaufstaschen wieder. Im Laufe der Jahre spezialisierte sich Charles Tiffany darauf, besonders prachtvolle Schmuckstücke und Edelsteine zu erwerben, zu bearbeiten und in seinen Filialen zu verkaufen. So beispielsweise 1878 einen besonders großen, aus Südafrika (The Big Hole) importierten gelben Rohdiamanten für 18.000 US-Dollar, der nach der Bearbeitung aufgrund seiner Pracht den Namen Tiffany-Diamant erhielt. Der Diamant ist heute im Erdgeschoss des Tiffany-Ladengeschäfts in der Fifth Avenue in New York ausgestellt.
Charles Tiffany kaufte Kronjuwelen aus Frankreich (1887) sowie Spanien auf und galt weltweit als Koryphäe auf dem Gebiet des Diamantenschmucks; man nannte ihn „König der Diamanten“. Zu seinen Kunden gehörten nicht nur wohlhabende Bürger, wie die New Yorker Oberschichtfamilien Vanderbilt, Astor und Whitney, sondern auch Monarchen. Auch amerikanische Präsidenten wie Abraham Lincoln, Franklin D. Roosevelt oder John F. Kennedy kauften im Laufe der Zeit bei Tiffany & Co. Bei der Weltausstellung Paris 1889 und der Weltausstellung Paris 1900, bei denen Charles Tiffany seine Kollektionen präsentierte, wurde er mit den ersten Preisen ausgezeichnet. Dies bewirkte, dass er von europäischen Königshäusern und dem österreichischen Kaiser sowie dem osmanischen Sultan Abdülhamid II. und dem russischen Zaren Nikolaus I. zum Hofjuwelier ernannt wurde.

### Tiffany im 20. Jahrhundert
Tiffany starb 1902. Sein Sohn Louis Comfort Tiffany (1848–1933) stieg daraufhin in die Geschäftsleitung ein. Tiffany Jr., Erfinder der Tiffany-Glaskunst, war bereits zuvor als eigenständiger Glas- und als Schmuckdesigner tätig und hatte 1882 im Auftrag von US-Präsident Chester A. Arthur die Neudekoration des Weißen Hauses organisiert. Aus dem Hause Tiffany stammen auch die Entwürfe für die Congressional Medal of Honor (1917) und das Große Siegel der Vereinigten Staaten (1885). 1940 zog die New Yorker Filiale in die heutige Adresse an der 727 Fifth Avenue. Die Fassade des Hauses ziert bis heute eine inzwischen durch Alterspatina grün erscheinende, etwa 2,70 Meter hohe Skulptur, die Atlas darstellt, der statt einer Weltkugel eine Wanduhr über sich trägt. Die Skulptur war bereits 1853 für die vorherige Adresse des Unternehmens geschaffen worden und diente den New Yorkern als öffentliche Uhr. Die Ladengeschäfte in Europa wurden mit Beginn des Zweiten Weltkriegs geschlossen.
Zu prominenten Kundinnen Mitte des 20. Jahrhunderts gehörten Jacqueline Kennedy Onassis, Elizabeth Taylor, Diana Vreeland, Duchess of Windsor, Greta Garbo, Mona von Bismarck, Rachel Lambert Mellon, Jayne Wrightsman, C.Z. Guest, Gloria Guinness, Françoise de Langlade, Princess Marina, Duchess of Kent, Lyn Revson, und Audrey Hepburn.

### Übernahmen und Börsengang
Mitte der 1950er-Jahre begannen die Umsätze von Tiffany zurückzugehen. Der US-amerikanische Unternehmer Walter Hoving (1897–1989) erwarb 1955 die Mehrheit an Tiffany & Co. und blieb bis 1980 selbst Geschäftsführer des Unternehmens. Unter Hovings Führung steigerten sich die Umsätze von etwa 7 Millionen US-Dollar Mitte der 1950er-Jahre auf etwa 100 Millionen US-Dollar im Jahr 1980. 1956 wurde der französische Schmuck- und Modedesigner Jean Michel Schlumberger (1907–1987) von Tiffany & Co. angeheuert. Seine von der Natur geprägten und mit Juwelen besetzen Schmuckstücke gelten noch heute als Tiffany-Klassiker. Anfang der 1960er-Jahre beauftragte Lady Bird Johnson Tiffany mit der Neugestaltung des Porzellans im Weißen Haus. Ab 1963 wurden in den Vereinigten Staaten Ladengeschäfte außerhalb New Yorks eröffnet, so in San Francisco, Houston, Chicago und Beverly Hills. 1972 begann durch eine Zusammenarbeit mit dem japanischen Kaufhaus Mitsukoshi die Expansion im Pazifikraum.
Im Jahr 1974 nahm Tiffany & Co., die seit einem Vierteljahrhundert keine Schmuckstücke aus Silber verkauft hat, die Designerin Elsa Peretti unter Vertrag, Silberschmuck für das Unternehmen zu entwerfen.
Bereits 1979 wurde sie zur führenden Designerin des Unternehmens. 1980 wurde diese Einladung an Paloma Picasso ausgesprochen. Frank Gehry, der ab 2006 Schmuck für Tiffany entwarf, ist der bislange letzte externe Tiffany-Designer.
1979 wurde Tiffany & Co. von Avon Products aufgekauft, und Hoving ging 1980 in Rente. In der Folge litt das Renommée der Marke Tiffany, weil zunehmend günstige Waren verkauft wurden, um weitere Käuferschichten zu erreichen. 1984 organisierte der Avon-Manager William R. Chaney mit Unterstützung der Beteiligungsgesellschaft Investcorp aus Bahrain eine fremdfinanzierte Übernahme, übernahm selbst die Geschäftsführung und brachte das Unternehmen 1987 an die Börse. Zu den größten Tiffany-Anteilseignern gehören bis heute The Vanguard Group, Qatar Holding / Investcorp, Lone Pine Capital, JPMorgan Chase, BlackRock und weitere.
Unter Chaney wurde die Qualität der Waren verbessert und das Produktsortiment erweitert. So wird etwa seit 1987 Tiffany-Parfüm angeboten. 1986 wurde das erste ausländische Tiffany-Ladengeschäft nach dem Zweiten Weltkrieg in London neu eröffnet. Das erste Tiffany-Geschäft in Deutschland eröffnete 1987 in München.
Die Kooperation zwischen Tiffany und Patek Philippe, ursprünglich 1851 begonnen, besteht bis heute. So werden unter anderem in ausgewählten amerikanischen Tiffany-Geschäften, wo weltweit üblicherweise ausschließlich Tiffany-Produkte verkauft werden, Patek-Uhren angeboten, die zum Teil die Logos beider Firmen tragen. In der New Yorker Tiffany-Filiale in der Fifth Avenue wurde 2008 ein Patek-Philippe-Salon eingerichtet.
Im Jahr 2000 wurde die Stiftung Tiffany & Co. Foundation gegründet, die sich dem Umweltschutz und der sozialen Verantwortung des Unternehmens widmet. 2015 wurde die Armbanduhrenkollektion von Tiffany neu aufgelegt. Ab April 2015 war der Franzose Frederic Cumenal, ein ehemaliger LVMH-Manager, CEO von Tiffany. Er folgte auf Michael J. Kowalski, der seit 1983 im Unternehmen und seit 1999 CEO von Tiffany gewesen war. Cumenal wurde im Februar 2017 aufgrund enttäuschender Umsatzzahlen entlassen, kurzzeitig durch Kowalski ersetzt und im Juli 2017 von Alessandro Bogliolo, ein ehemaliger Diesel- und Bulgari-Manager, beerbt.

### Tochtergesellschaft von LVMH
Ende November 2019 machte LVMH ein Übernahmeangebot für Tiffany in Höhe von rund 14,5 Milliarden US-Dollar. Am 25. November des gleichen Jahres wurde bekannt gegeben, dass das Angebot für 16,2 Milliarden US-Dollar angenommen wurde. Am 7. Januar 2021 erwarb der französische Konzern LVMH die Mehrheitsbeteiligung an Tiffany & Co. für 15,8 Milliarden US-Dollar und nahm die Aktie von der New Yorker Börse.

## Ladengeschäfte

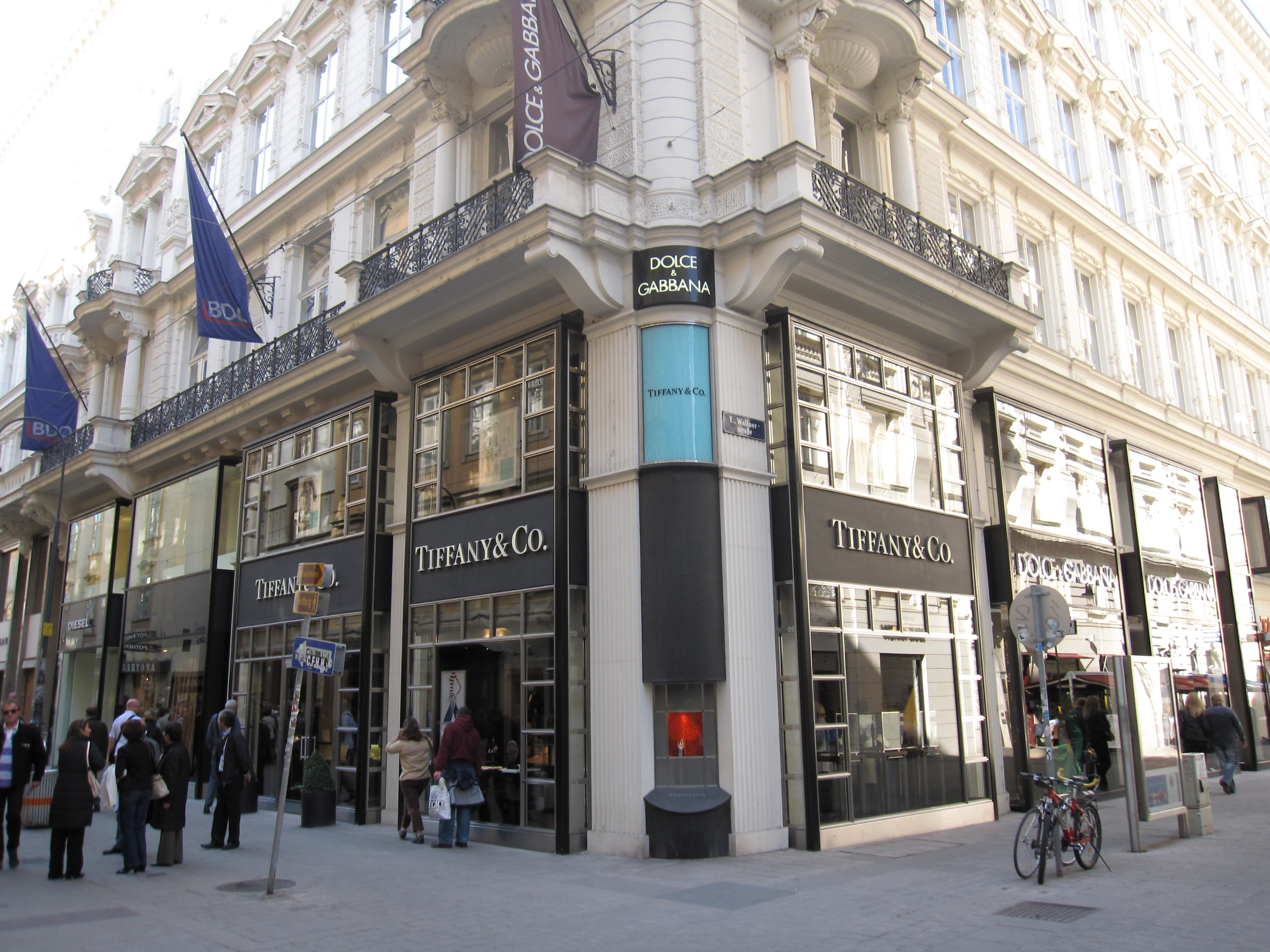
Geschäft von Tiffany & Co. am Kohlmarkt in Wien (2009)

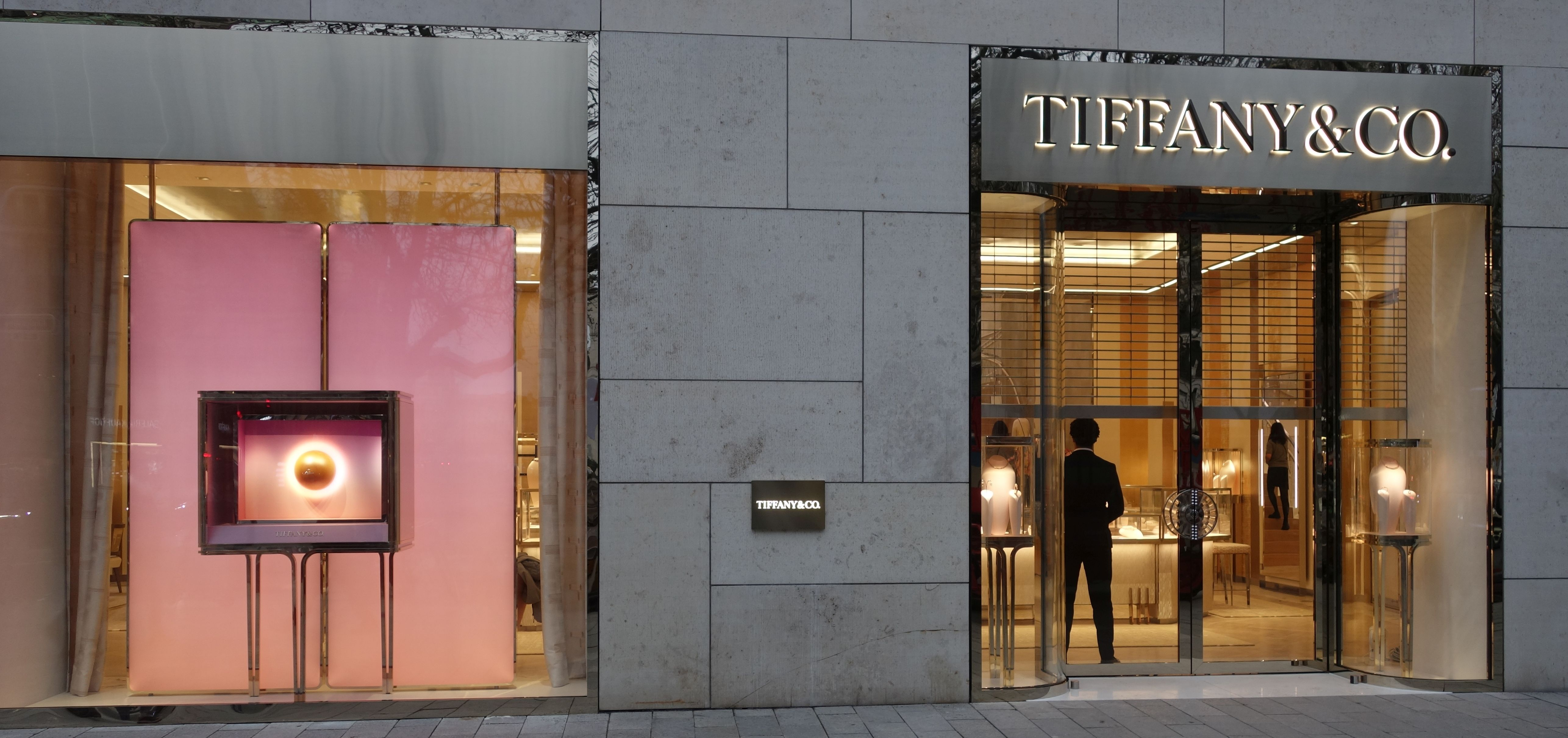
Tiffany Düsseldorf (2025)

Das Geschäft an der Kreuzung von Fifth Avenue und 57th Street ist als Aushängeschild des Unternehmens auch eine Touristenattraktion, nicht zuletzt durch den Spielfilm Frühstück bei Tiffany mit Audrey Hepburn von 1961. Das frühere Tiffany and Company Building an der 38th Street wurde in das National Register of Historic Places mit der Nummer 78001886 als nationales historisches Denkmal aufgenommen.
In Deutschland befinden sich sieben Ladengeschäfte, darunter in der Residenzstraße in München, der Goethestraße in Frankfurt am Main, auf dem Neuen Wall in Hamburg, im KaDeWe in Berlin und im Breuninger in Stuttgart. Die einzige österreichische Niederlassung befindet sich seit 2006 am Kohlmarkt 8–10 in Wien. In der Schweiz befindet sich eine Niederlassung an der Bahnhofstrasse 14 in Zürich, eine am Zürcher Flughafen und seit 2015 eine in der Rue du Rhône 21 in Genf.
Vom über 1000 Quadratmeter großen Flagship Store auf der Königsallee 18 in Düsseldorf hieß es 2025, nach dem Umzug in die zusammengelegten beiden Nachbarläden, der „im neuen Stil gestaltete Juwelen-Tempel“ sei der größte in Nordeuropa. Das großzügige „Erdgeschoss in lichter Farbgebung mit viel Silber und beeindruckenden Schmuckvitrinen“ wurde nach dem New Yorker Vorbild an der 5th Avenue, genannt The Landmark, ausgestattet.

## Tiffany-Verlobungsring

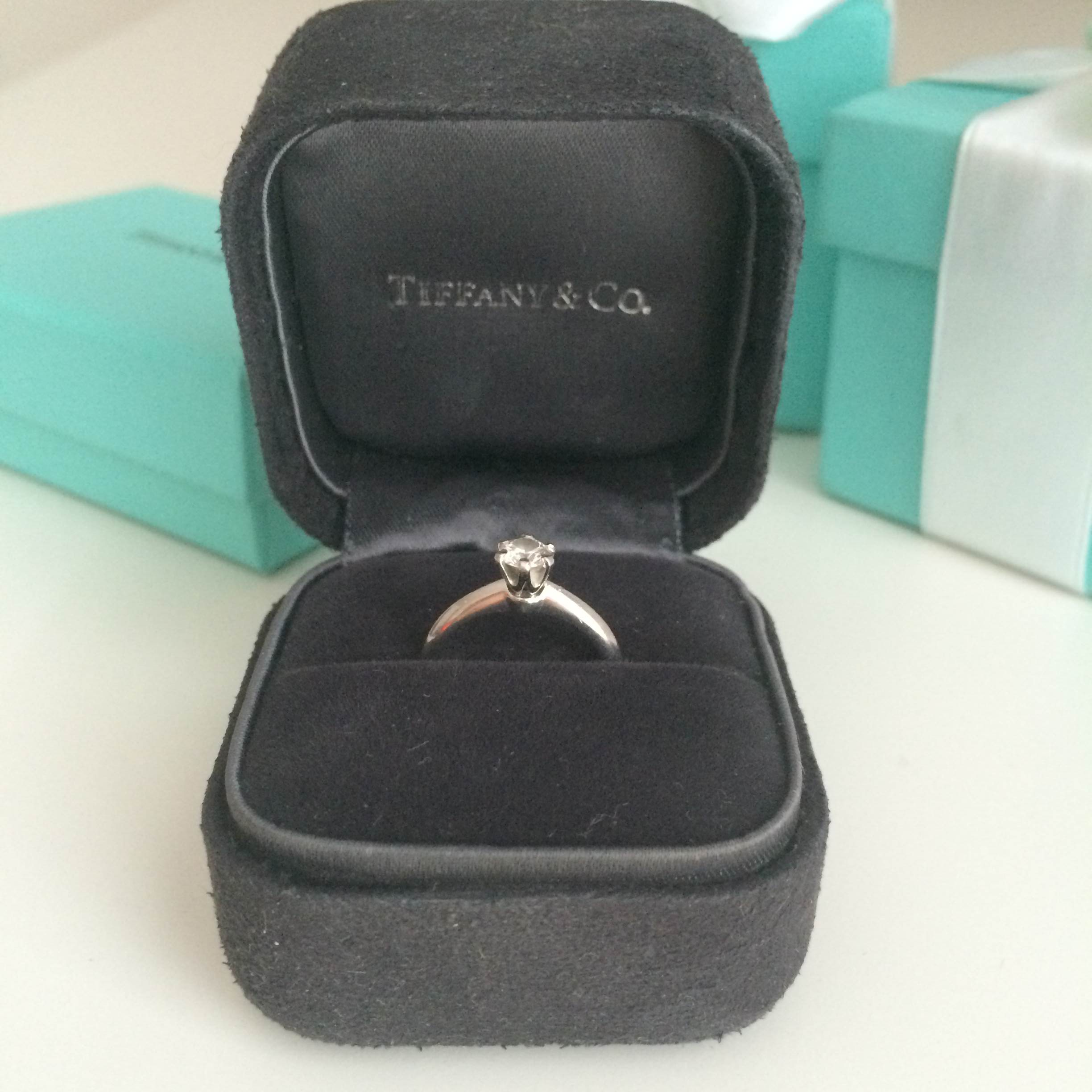
Tiffany-Setting-Solitär-Ring (Verlobungsring)

Die Geschichte des Tiffany-Verlobungsrings begann im Jahr 1886, als Charles Lewis Tiffany die Solitärfassung vorstellt. Die Fassung zeichnet sich dadurch aus, dass der Diamant sehr viel Licht bekommt und dadurch seine Brillanz hervorgehoben wird. Hat die Fassung sechs Krappen, wird von der klassischen Variante des Tiffany-Verlobungsrings gesprochen – bei einer Fassung mit vier Krappen von einer klassisch-modernen Version. Vor allem in den Vereinigten Staaten wird der klassische Solitär-Ring als Sinnbild für den Verlobungsring verstanden. In Japan macht der Umsatz mit Verlobungsringen 41 Prozent des Gesamtumsatzes von Tiffany Japan aus. In Europa liegt der Umsatzanteil mit Verlobungsringen bei 25 Prozent.

## Angewandte Verfahren zur Veränderung von Schmucksteinen
Laut Tiffany’s Enhancement Policy (deutsch Tiffany-Verbesserungsrichtlinie) akzeptiert das Unternehmen „Verbesserungen“ von Schmucksteinen, die „einzig dazu dienen, die Schönheit der Steine zu verbessern“. Es werden akzeptiert:
- Bestrahlung (Farbe): goldener und gelber Beryll, Kunzit (Spodumen), Topas (imperial, orange, gelb, pink), Turmalin (bunt, pink, purpur, „Wassermelone“, Rubellit);
- Diffusionsbehandlung (Farbe): Saphir (blau, veränderlich, farblos, grün, orange, padparadscha, pink, purpur, gelb, Sternsaphir);
- Hitzebehandlung (Farbe, Klarheit): Amethyst, Aquamarin, Achat, Bernstein, Karneol, Citrin, Fluorit, Kunzit (Spodumen), Morganit, Prasiolith, Rauchquarz, Rubin, Sternrubin, Saphir (blau, veränderlich, farblos, grün, orange, padparadscha, pink, purpur, gelb, Sternsaphir), Tansanit, Topas, Turmalin (blau, gelb, grün, paraiba, Indigolith);
- Einbringen durchsichtiger Stoffe (Klarheit): Smaragd (grüner Beryll), Rubin, Sternrubin, Saphir (blau, veränderlich, farblos, grün, orange, padparadscha, pink, purpur, gelb, Sternsaphir);
- Färben: Onyx (schwarz, blau, grün), Perlmutt;
- Bleichen und Färben: Naturperlen, viele Salzwasser- und Süßwasser-Kulturperlen;
- Durchsichtige Ummantelung (Einheitlichkeit und/oder Haltbarkeit der Oberfläche): Azurit, Kalzit, Charoit, Dolomit, Bronzit, Amazonit, Granit, Jade, Lapislazuli, Malachit, Obsidian, Wüstenglas, Nuumit, Opal (schwarz, blau, pink, weiß, prase, gelb, boulder, Chachalong, Chrysopal, Feueropal, Opalit), Kulturperlen, Prehnit, Rhodochrosit, Rhodonit, Rhyolith, Serpentin, Sodalith, Sphalerit, Sugilith, Türkis, Unakit, Variszit, Zoisit mit Rubin, Thulit.

## Tiffany und der Sport
Tiffany stellt die Vince Lombardi Trophy her, die Siegertrophäe für den Super Bowl, das jährlich ausgetragene Finale der nordamerikanischen Profi-Football-Liga NFL.
Da diese Trophäe kein Wanderpokal ist, wird die Vince Lombardi Trophy jedes Jahr neu angefertigt. Neben dem ideellen Wert, den dieser Pokal in Form eines Footballs in Originalgröße hat, stellt er auch einen nicht unerheblichen materiellen Wert dar, denn hergestellt wird er aus Sterlingsilber im Wert von etwa 25.000 US-Dollar.
Die Vince Lombardi Trophy ist allerdings nicht der einzige Pokal, den Tiffany fertigt. Seit dem Jahr 2000 stellt das Unternehmen auch den Pokal für die World Series her und den Pokal für den NASCAR Sprint Cup. Aber auch für andere Sportveranstaltungen zum Beispiel in Sportarten wie Golf oder Tennis werden die Auszeichnungen regelmäßig von Tiffany designt und produziert.

## Trivia
1961 machte der Spielfilm Frühstück bei Tiffany mit Audrey Hepburn in der Hauptrolle das Unternehmen weltweit bekannt.
Der Film basiert auf dem gleichnamigen Roman von Truman Capote.
Mittlerweile kann man tatsächlich bei Tiffany in New York frühstücken: Seit November 2017 gibt es im gleichen Haus ein von Tiffany betriebenes Café namens Blue Box Café.